# Округ Браун (Канзас)
Округ Браун (енгл. Brown County) је округ у америчкој савезној држави Канзас. По попису из 2010. године број становника је 9.984. Седиште округа је град Хајавата.

## Демографија
Према попису становништва из 2010. у округу је живело 9.984 становника, што је 740 (6,9%) становника мање него 2000. године.
| Група             | 2000.         | 2010.         |
| Белци             | 9.230 (86,1%) | 8.391 (84,0%) |
| Афроамериканци    | 167 (1,6%)    | 123 (1,2%)    |
| Азијати           | 22 (0,2%)     | 31 (0,3%)     |
| Хиспаноамериканци | 249 (2,3%)    | 306 (3,1%)    |
| Укупно            | 10.724        | 9.984         |